# Tuyến Echigo

Bản đồ tuyến xe buýt dọc theo Tuyến Echigo (Giữa Ga Kashiwazaki và ga Raihai)

Bản đồ tuyến xe buýt dọc theo tuyến Echigo (giữa ga Izumozaki và ga Yoshida)

Tuyến Echigo (越後線 Echigo-sen) là một tuyến đường sắt được điều hành bởi Công ty Đường sắt Đông Nhật Bản (JR East). Tuyến này kết nối các thành phố Kashiwazaki và  Niigata của tỉnh Niigata, Nhật Bản.